# Sven Johansson (kanovaarder)
Sven Bertil Johansson (Västervik 10 juni 1912- 5 augustus 1953) was een Zweeds kanovaarder. 
Johansson won tijdens de Olympische Zomerspelen 1936 in het Duitse Berlijn samen met Erik Bladström de gouden medaille op de 10.000 meter K-2 vouwkajak.
Twee jaar later won Johansson tijdens de eerste wereldkampioenschappen de zilveren medaille op de 10.000 meter K-2 vouwkajak.

## Belangrijkste resultaten

### Olympische Zomerspelen
| Editie | Plaats  | Resultaten            |
| ------ | ------- | --------------------- |
| 1936   | Berlijn | K-2 vouwkajak 10.000m |

### Wereldkampioenschappen vlakwater
| Jaar | Plaats  | Resultaten            |
| ---- | ------- | --------------------- |
| 1938 | Vaxholm | K-2 vouwkajak 10.000m |